# Henry Hill
Henry Hill (New York, 11 juni 1943 – Los Angeles, 12 juni 2012) was een Amerikaanse gangster die furore maakte binnen de Lucchese-familie. Hill werd later een FBI-informant. Zijn leven als maffioso werd gedocumenteerd door middel van het boek Wiseguy, geschreven door misdaadverslaggever Nicholas Pileggi, en de film Goodfellas van Martin Scorsese waarin de rol van Hill vertolkt werd door Ray Liotta.
Henry Hill is op 12 juni 2012, een dag na zijn 69e verjaardag, in het ziekenhuis van Los Angeles overleden na een langdurige ziekte.